# بوشی، هرتفوردشر
بوشی، هرتفوردشر (به انگلیسی: Bushey) یک شهرک در بریتانیا است که در هرتفوردشر واقع شده‌است. بوشی ۲۴٬۰۰۰ نفر جمعیت دارد.

## خواهرخوانده
شهر لاندسبرگ آم لش خواهرخواندهٔ بوشی، هرتفوردشر هست.